# HD 95086 b
إتش دي 95086 ب (بالإنجليزية: HD 95086 b)‏ هو كوكب خارج المجموعة الشمسية مؤكّد يدور حول نجم إتش دي 95086 اليافع البالغ عمره 17 مليون عام. تقدر كتلته بحوالي 5 أضعاف كتلة المشتري، ويدور على بعد 56–61 وحدة فلكية حول نجمه. اكتشف الكوكب عند إشعاعي حراري بطول موجي (3.8 ميكرومتر) من خلال التصوير المباشر. اكتشف قرص حطام في نظامه وتم تحليله من خلال بيانات تم التحصل عليها من مقراب هيرشل الفضائي.
اكتشف الكوكب في بادئ الأمر من خلال بيانات جمعت عام 2012، ووجد أنه يبعد حوالي 623.9 ± 7.4 مللي ثانية قوسية (~56 وحدة فلكية) وتبلغ زاوية تموضعه 151.8 ± 0.8 درجة. كشفت القياسات الفلكية للكوكب في الفترة بين يناير 2012 ويونيو 2013 بالإضافة لاكتشاف تقديري في مارس 2013 أن الكوكب مرتبط بنجم رئيسي. تبلغ كتلة النجم إتش دي 95086 1.6 كتلة شمسية مما يجعله نجمًا من التصنيف A، ويبعد حوالي 90 فرسخ فلكي في كوكبة القاعدة.